# 103 ISTAR-bataljon
Het 103 ISTAR-bataljon was een Nederlandse militaire eenheid die deel uitmaakte van het Operationeel Ondersteuningscommando Land (OOCL). ISTAR staat voor Intelligence, Surveillance, Target Acquisition & Reconnaissance oftewel inlichtingen verzamelen, monitoren, doelopsporing en verkenning. In 2011 is het bataljon door reorganisatie opgegaan in het Joint ISTAR Commando of JISTARC.

## Oprichting
Tot de oprichting is op 25 juni 2001 besloten door de toenmalige minister van Defensie, Frank de Grave. Na de voorbereidende werkzaamheden werd op 5 juni 2003 103 ISTAR-bataljon formeel door de Bevelhebber der Landstrijdkrachten opgericht. Gezien de ervaring en de relatie van de cavalerie op het gebied van inlichtingen heeft de Bevelhebber der Landstrijdkrachten besloten het bataljon administratief in te delen bij het Regiment Huzaren van Boreel. Hiermee zette het bataljon de tradities van het oude opgeheven 103 Verkenningsbataljon uit Seedorf voort.

## Taak
103 ISTAR-bataljon is het inlichtingenorgaan voor de krijgsmacht en heeft als taak het verzamelen en analyseren van inlichtingen en het adviseren van de operationele commandanten. Dit gebeurt door gecombineerde disciplines als verkenning en het maken van terreinanalyses, het onderscheppen en afluisteren van spraak- en datacommunicatie (SIGINT) en het verzamelen van inlichtingen door contact met de lokale bevolking (HUMINT).

## Eenheden
103 ISTAR-bataljon bestaat uit de volgende eenheden:
- Staf 103 ISTAR-bataljon
- 101 Militaire Inlichtingen en Stafstafeskadron
- 101 Remotely Piloted Vehicle (RPV) Batterij
- 101 Artillerie Ondersteuningsbatterij
- 102 Elektronische Oorlogsvoeringcompagnie
- 103 en 104 Grond Gebonden Verkenningseskadron

De sterkte van 103 ISTAR-bataljon was circa 800 man. De eenheid was gelegerd op het Artillerie Schietkamp Oldebroek en de Tonnetkazerne in 't Harde.

## Uitzendingen
103 ISTAR-bataljon is nooit in zijn geheel uitgezonden; wel zijn telkens kleine samengestelde ISTAR eenheden modulair ingezet of werd personeel op individuele basis uitgezonden. Zo heeft 103 ISTAR-personeel van 2004-2005 deelgenomen aan de Stabilization Force Irak (SFIR) en van 2006-2010 aan de International Security Assistance Force (ISAF).

## Opheffing
Ondanks zijn korte bestaan is 103 ISTAR-bataljon wegens vergaande defensiebezuinigingen opgenomen in een reorganisatie, waarbij de eenheid is samengevoegd met gelijkwaardige eenheden van Luchtmacht, Marine en Marechaussee, die voortaan samen met het Tactical Air Reconnaissance Center (TARC) onder de naam Joint ISTAR Commando (JISTARC) worden ingezet. De 101 Artillerieondersteuningsbatterij werd hierbij opgeheven. De taken van deze eenheid worden belegd bij het Defensie Grondgebonden Luchtverdedigingscommando. De formele oprichting vond plaats op 19 oktober 2011 op de legerplaats bij Oldenbroek.